# 吕约尔库尔
吕约尔库尔（法語：Ruyaulcourt，法語發音：[ʁɥijolkuʁ]）是法国上法蘭西大區加来海峡省的一个市镇，属于阿拉斯区。

## 地理
吕约尔库尔（50°4'59"N, 3°0'47"E）面积6.4 平方千米，位于法国上法蘭西大區加来海峡省，该省份为法国北部沿海省份，西北濒北海，南至索姆省，东临北部省。
与吕约尔库尔接壤的市镇（或旧市镇、城区）包括：埃尔米、贝当古、阿夫兰库尔、讷维尔布尔容瓦勒、伊特尔。

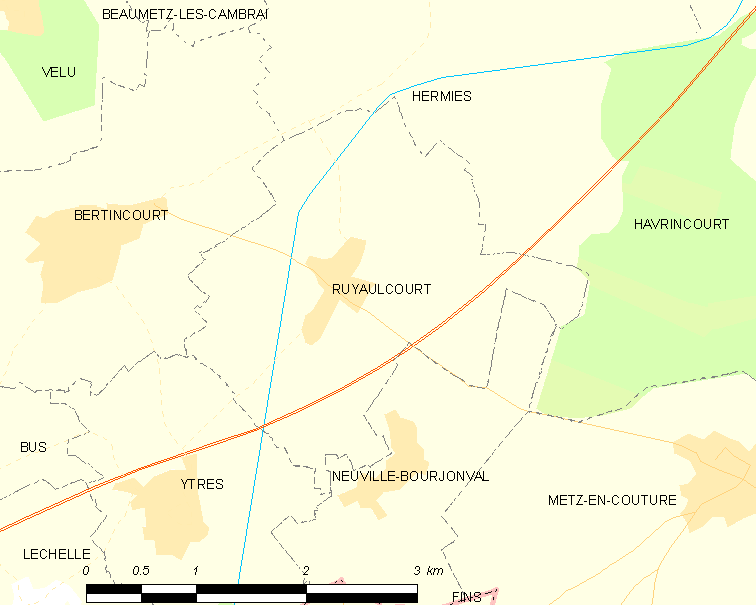
吕约尔库尔的OSM定位图

吕约尔库尔的时区为UTC+01:00、UTC+02:00（夏令时）。

## 行政
吕约尔库尔的邮政编码为62124，INSEE市镇编码为62731。

## 政治
吕约尔库尔所属的省级选区为巴波姆县。

## 人口

1962-2008年间吕约尔库尔人口变化图示

吕约尔库尔于2022年1月1日时的人口数量为284人。